# Čačak
Čačak er en by i det vest-centrale Serbien med et indbyggertal på cirka 71.883 (2018) indbyggere; kommunen har 105.612 (2022)  indbyggere. Byen er hovedstad i distriktet Moravica.